# مؤتمر الحوار الوطني السوري
مؤتمر الحوار الوطني السوري هو حدث سياسي عٌقد على يومين 24-25 فبراير 2025 و أستمر لمدة ساعتين، يهدف إلى جمع جميع الأطياف السياسية والمجتمعية في سوريا من أجل التوصل إلى حلول توافقية لرؤية مشتركة حول مستقبل البلاد. ركّز المؤتمر على تحقيق العدالة الانتقالية، تعزيز السلم الأهلي، ومحاسبة المجرمين الذين ارتكبوا جرائم بحق الشعب السوري خلال سنوات الثورة السورية، كما جاء في البيان الختامي للمؤتمر.

## الأهداف
هدف المؤتمر إلى توفير منصة حوارية تتيح لجميع المكونات السورية، بما في ذلك الفصائل السياسية، المجتمعية، والعسكرية والوجهاء، التعبير عن وجهات نظرهم ومطالبهم. سعى المؤتمر إلى:
- تعزيز التفاهم بين مختلف الأطياف السورية.
- تحقيق العدالة الانتقالية عبر محاسبة المسؤولين عن الانتهاكات.
- إطلاق حوار وطني شامل يضمن مشاركة الجميع في صناعة القرار السياسي.
- التوصل إلى خارطة طريق سياسية شاملة للمرحلة القادمة.

## المشاركون
عُينت لجنة تحضيرية للمؤتمر مكونة من شخصيات بارزة في الساحة السورية، وهم:
1. هند قبوات وهي شخصية سورية كندية بارزة، قامت بقيادة العديد من المبادرات في مجال الدبلوماسية العامة في السنوات الأخيرة. تركزت جهودها على تعزيز قيم التسامح والتعاون بين الأديان، بالإضافة إلى دعم التحديث والإصلاح في سوريا. كما قدمت إسهامات مهمة في مجال الابتكار التعليمي، خاصة في مجالات حل النزاعات والتعليم الدبلوماسي.
2. هدى أتاسي هي ناشطة سورية بارزة في مجال حقوق الإنسان والسياسة، وتُعتبر واحدة من الشخصيات البارزة في الدفاع عن حقوق المرأة والمساواة في المجتمع السوري. عملت أتاسي في عدة مجالات بما في ذلك التعليم، حقوق الإنسان، والتمكين السياسي للنساء، وأسهمت في العديد من المبادرات التي تدعم التغيير الاجتماعي في سوريا. وقد لعبت دور مهم في تعزيز الوعي حول قضايا المرأة والمساواة في الحقوق، كما كانت من الداعمين الرئيسيين للحقوق المدنية والسياسية في البلاد.
3. حسن الدغيم هو باحث وكاتب سوري متخصص في شؤون الجماعات الإسلامية، عَمِلَ خطيبًا ومدرس لمادة التربية الإسلامية، أسس هيئة توجيهية للإرشاد والتوعية في صفوف "الجيش السوري الحر"، وشغل عضوية مجلس أمناء المجلس الإسلامي السوري. كَتب العديد من المقالات التي تناولت قضايا الجماعات الإسلامية، واشتهر بانتقاداته للجماعات الجهادية المتطرفة، موجهًا اللوم إليها بسبب عرقلة الثورة السورية.
4. ماهر علوش
5. محمد مستت حاصل على شهادة الهندسة والعلوم السياسية وماجستير في الدراسات الإسلامية من جامعة حلب.
6. مصطفى الموسى كان يرأس مجلس الشورى في هيئة تحرير الشام في إدلب، وهو حاصل على شهادة في الصيدلة.
7. يوسف الهجر قيادي في هيئة تحرير الشام وشغل منصب مدير المكتب السياسي فيها.

وجّهت اللجنة دعوات لشخصيات سورية في الداخل والخارج السوري، وأكدت اللجنة إلى أن أحدا لم يحضر ممثلا عن كيان أو مؤسسة، وأن جميع المدعون هم أفراد ذو خبرات متنوعة من مختلف أطياف الشعب السوري.

## انظر ايضا
- حكومة أحمد الشرع 2025